# Siphlonurus demaryi
Espèce
Siphlonurus demaryi est une espèce d'insectes appartenant à l'ordre des Éphéméroptères.

## Répartition géographique
Cette espèce se rencontre au Canada et dans le territoire américain continental.